# Маглуша
Маглу́ша — река в городском округе Истра Московской области России, левый приток Малой Истры.
Длина — 40 км, площадь водосборного бассейна — 184 км². Берёт начало у села Новопетровского, в 2 км от железнодорожной платформы Устиновка Рижского направления Московской железной дороги, впадает в Малую Истру в 1,7 км от её устья, у села Лучинского. Высота устья — 143 м над уровнем моря. Ширина устья — 20 метров.
В древности река называлась Малогощь и Мологощь. Именно под такими именами она упоминается в разъезжей грамоте Ивана III его сыну Юрию, удельному князю Дмитровскому, от 1504 года и в писцовой книге 1592—1593 гг. Из этих документов следует, что река вытекала из Жуикова болота близ села Петровского (совр. Новопетровское).
В бассейне реки Маглуши располагалась древнерусская волость Воиничи.
На реке от истока к устья расположены с. Новопетровское, д. Устиново, д. Рыбушки, д. Долево, д. Марково-Курсаково, д. Филатово, д. Глебово, п. Глебовский, д. Брыково, п. Красный, д. Кучи, д. Дедёшино, п. Зелёный Курган, д. Зенькино, д. Хмолино, д. Мыканино, д. Ильино, д. Слабошеино, с. Лучинское, п. Шёлковая Гора.
По данным Государственного водного реестра России, относится к Окскому бассейновому округу. Речной бассейн — Ока, речной подбассейн — бассейны притоков Оки до впадения Мокши, водохозяйственный участок — Москва от города Звенигорода до Рублёвского гидроузла, без реки Истры (от истока до Истринского гидроузла).